# مرغینانی
ابوالحسن علی بن ابوبکر بن عبدالجلیل فرغانی مرغینانی رشتانی‌ فقیه حنفی بود که در ۱۱۹۷ میلادی، وفات یافت‌. مهم‌ترین تألیفش‌ رساله‌ای در فقه است به نام کتاب بدایةالمبتدی‌، و شرح مفصلی که بر آن نوشت به نام هدایه‌. هدایه‌ هم‌چنان‌که از تعداد شرح‌های آن می‌توان دریافت‌، درمیان مسلمانان رواج زیادی یافت‌. لازم به ذکر است که مرغینان یا مرغیلان و رشتان از توابع‌ فرغانه در جنوب رود سیحون می باشند.

## منبع
- سارتن، جرج. مقدمه بر تاریخ علم. ترجمهٔ غلامحسین صدری افشار. انتشارات علمی و فرهنگی.